# Protettorato britannico dell'Africa centrale
Il Protettorato britannico dell'Africa centrale venne stabilito nel 1893 dall'Impero britannico nell'area occupata dall'attuale Repubblica del Malawi.

## Storia
Le terre a occidente del lago Niassa e le Shire Highlands, a sud dello stesso, furono ritenute interessanti dall'Impero britannico fin dalla loro esplorazione ad opera di David Livingstone negli anni 1850. L'interesse commerciale cominciò a radicarsi negli anni 1880 e nel 1889, con lo scoppio della crisi anglo-portoghese, i britannici dichiararono il proprio protettorato sulle Shire Highlands e nel 1891 stabilirono il protettorato sui Nyasaland Districts. Nel 1893 territori interessati vennero incorporati nel Protettorato Britannico dell'Africa Centrale che mantenne questo nome fino al 6 luglio 1907, quando prese il nome di Nyasaland.

## Amministrazione
Sir Henry Hamilton Johnston, già incaricato dell'amministrazione coloniale di quei territori per conto della regina Vittoria fin dal 1º febbraio del 1891, divenne il primo commissario del nuovo protettorato, restando in carica fino al 16 aprile 1896. Durante il suo governatorato favorì l'insediamento di proprietari terrieri e compagnie minerarie a danno dei nativi che non avevano familiarità con l'apparato legislativo britannico. Sir Alfred Sharpe fu commissario dal 1896, seguito poi in questo incarico da Francis Barrow Pearce nel 1907.

## Città
Blantyre fu il centro economico e culturale del protettorato mentre Zomba fu il centro amministrativo e la residenza del governatore.

## Evoluzione dei possedimenti britannici nell'area

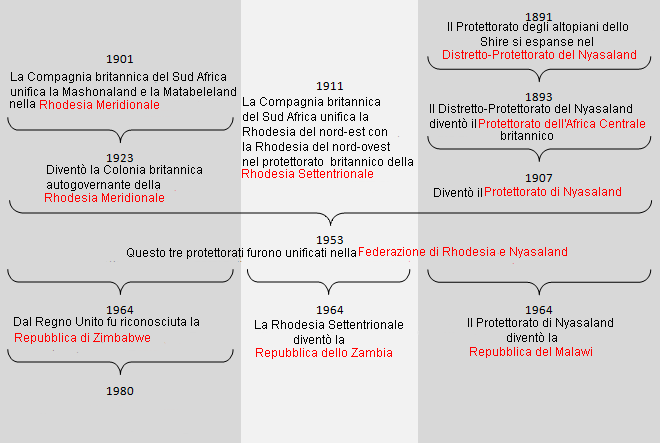
Evolutione dei possedimenti britannici tra Rhodesia e Nyasaland